# Larvik
Larvik est une ville et une kommune norvégienne  du comté de Vestfold og Telemark.

## Description
La commune abrite la ville de Larvik, qui en est le centre administratif, et quelques villages dont :
- Stavern ;
- Hvarnes ;
- Helgeroa/Nevlunghavn ;
- Kvelde ;
- Verningen ;
- Svarstad ;
- Ula ;
- Østre Halsen ;
- Brunlanes.

Elle borde Kongsberg et Holmestrand au nord, Sandefjord et Tønsberg à l'est, et Porsgrunn, Siljan et Bamble à l'ouest.
Larvik est une municipalité côtière, qui comprend également de grandes et bonnes zones agricoles, ainsi que des forêts et des montagnes. Son point culminant est Vindfjell avec ses 622 mètres. Le phare de Svenner est un point de repère bien connu dans l'archipel.
On y trouve aussi le plus grand domaine privé de Norvège, le palais Fritzøehus.

### Les lacs et les îles de Larvik
Les lacs :
- Farrisvannet ;
- Hallevannet ;
- Goksjø ;
- Svartangen.

 Les îles :
- Arøya ;
- Citadelløya ;
- Fugløya ;
- Gumserødøya ;
- Malmøya ;
- Stavernsøya ;
- Archipel de Svenner ;
- Vikerøya.

### Les aires protégées
- Géoparc Gea Norvegica
- Réserve naturelle d'Askvikmyra
- Réserve naturelle de Brånakollene
- Réserve naturelle d'Elva
- Réserve naturelle de Fugløyrogn
- Réserve naturelle de Hummerbakken
- Réserve naturelle d'Indre Viksfjord
- Réserve naturelle de Jordstøyp
- Réserve naturelle de Kinnhalvøya
- Réserve naturelle de Korpen
- Réserve naturelle de Klinglemyr
- Réserve naturelle de Låven
- Réserve naturelle de Lågabakkane
- Réserve naturelle de Malmøya
- Réserve naturelle de Massåsen
- Réserve naturelle de Middagskollen
- Réserve naturelle de Nevlungstranda
- Réserve naturelle de Refsholttjønna
- Réserve naturelle de Ringane
- Réserve naturelle de Røysa
- Réserve naturelle de Stormyr
- Réserve naturelle de Styggås
- Réserve naturelle de Tolvmannsmyr
- Réserve naturelle de Vemannsås
- Zone de conservation du biotope de Strømsundholmen
- Zone de conservation du biotope de Sundskjæra
- Zone de conservation des oiseaux de Bølene
- Zone de conservation des oiseaux d'Ertholmen
- Zone de conservation des oiseaux de Ferjeholmen
- Zone de conservation des oiseaux de Gumserødøya
- Zone de conservation des oiseaux de Lyngholmen
- Zone de conservation des oiseaux de Mølen
- Zone de conservation du paysage de Fritzøehus
- Zone de conservation du paysage de Vikerøya

## Sport
La ville abrite l'un des meilleurs clubs de handball féminin européen avec le Larvik HK.

## Personnalités de la commune
- Hans Holmen, peintre et sculpteur
- Carl Nesjar, peintre et sculpteur
- Anette Bøe, fondeuse
- Anne Holt, écrivaine
- Colin Archer, architecte naval
- Dag Erik Pedersen, cycliste
- Espen Hoff, footballeur
- Gunnar Halle, footballeur
- Gunnar Thoresen, footballeur
- Hallvar Thoresen, footballeur
- Ingvar Ambjørnsen, écrivain
- Thor Heyerdahl, explorateur
- Carl Anton Larsen, marin et explorateur
- Oscar Wisting, marin
- Carl Fredrik Diriks, peintre et illustrateur
- Lasse Gjertsen, animateur
- Friderich Adolph Schleppegrell (1792-1850), major général de l'armée danoise.

## Jumelages
| Ville | Ville  | Pays | Pays   |
| ----- | ------ | ---- | ------ |
|       | Andora |      | Italie |